# Antonio Machado (metropolitana di Madrid)
Antonio Machado è una stazione della linea 7 della metropolitana di Madrid.
Si trova sotto alla Calle Valderrodrigo ed è intitolata al poeta spagnolo Antonio Machado.

## Storia
La stazione fu inaugurata il 29 marzo 1999.

## Accessi
Vestibolo Antonio Machado
- Valderrodrigo - Valdesangil Calle Valderrodrigo (angolo con Calle Valdesangil)
- Valderrodrigo Calle Valderrodrigo, 82
- Ascensor (Ascensore) Calle Valderrodrigo